# پاویا، ایلویلو
پاویا، ایلویلو (به لاتین: Pavia, Iloilo) یک منطقهٔ مسکونی در فیلیپین است که در ایلوئیلو واقع شده‌است.

## خصوصیات
پاویا ۲۷٫۱۵ کیلومترمربع مساحت و ۴۳٬۶۱۴ نفر جمعیت دارد.